# Sphagnum wilfii
Sphagnum wilfii är en bladmossart som beskrevs av H. Crum 1984. Sphagnum wilfii ingår i släktet vitmossor, och familjen Sphagnaceae. Inga underarter finns listade i Catalogue of Life.